# Ćmielów
Ćmielów is een stad in het Poolse woiwodschap Święty Krzyż, gelegen in de powiat Ostrowiecki. Ćmielów is het bestuurlijke centrum van de gelijknamige gmina (gemeente) Ćmielów, heeft een oppervlakte van 13,21 km² en een inwonertal van 3222 (2005).
De plaats staat bekend om de oudste porseleinfabrieken van Polen, die teruggaan tot 1790.
De geschiedenis van Ćmielów begint in de veertiende eeuw. Het heeft meerdere toeristische bezienswaardigheden. Naast de oude porseleinfabriek zijn dat ruïnes uit de zestiende eeuw en een kerk uit deze zelfde periode.